# スタニスラフ・グロフ
スタニスラフ・グロフ（英語: Stanislav Grof、1931年7月1日―）は、トランスパーソナル心理学におけるLSDを用いたサイケデリック・セラピーを研究し、後に呼吸法を用いたホロトロピック・ブレスワークを開発した。またアブラハム・マズローと並び、トランスパーソナル心理学会の創始者の一人である。

## 略歴
1931年、チェコの首都プラハ郊外に生まれた。1940年代後半、アニメーション製作会社に就職。そこでジークムント・フロイトの『精神分析入門』に出会う。フロイト派の精神科医を夢見てカレル大学医学部で学び、1956年に卒業。精神科医ならびに臨床医としてキャリアをスタートした。チェコ精神分析協会の会長のもとで7年間の精神分析を実施する。しかし、当時は生化学の理論が既にフロイトに挑戦しており、LSDが登場した。
1956年、卒業直後のグロフは幻覚剤は脳波に与える影響の研究の一環として、LSDにより神秘体験を経験し、意識が体から飛び出し、自分に境界がなく宇宙になるという体験をし、LSDを用いたセラピーの研究を開始する。1961年にプラハ精神医学研究所に移り、LSDを用いた治療可能性について系統的な研究を開始した。
1967年、米国ボルチモアのジョンズ・ホプキンズ大学に2年間のインターンシップに招待され、その後教授となって同大学にとどまった。1968年のソ連によるチェコスロヴァキアへの軍事侵攻の前に、アメリカに移住。1969年には、アブラハム・マズローと共に、「トランスパーソナル心理学会」を設立した。グロフがトランスパーソナル心理学の父祖と呼ぶカール・グスタフ・ユングがトランスパーソナルという言葉を生み出し、グロフがトランスパーソナル心理学と名づけたとされる。
LSDを用いた医学実験が法律で禁止されると、方向転換を余儀なくされたグロフはホロトロピック・ブレスワークと呼ばれる呼吸法を生み出し、セラピーの代替手段とした。LSDセッションやブレスワークにより、膨大な臨床データを得たグロフはトランスパーソナル心理学の基礎を築いた。1973年には、主流の学会には別れを告げ、エサレン研究所で教鞭をとり、後進を育成するようになった。

## 思想

### 意識の作図学
グロフによれば、LSDは幻覚剤などではなく、自由連想法などより強力に深層心理を探ることができる手段となりうるものである、グロフは当初クライアントのトラウマ体験を引き出す目的で実験やセラピーを行った。しかし実際に引き出されたデータは、クライアントの出生時の記憶、胎児期の記憶、前世の記憶、臨死体験など、グロフが予想した範囲を大きく超えるものであった。
LSDセラピーでは約3000件のデータが得られたが、そうした膨大なデータから人間に様々なレベルの意識の層があることに気付いたグロフは、これまでの心理学の理論を統合するような「意識の地図」を作成しようと試みた。

#### 第1段階：審美的領域
LSDを被験者に用いると、身体に気持ちの良い感覚を覚えたり、虫の羽音や鈴の音が聞こえてきたり、軽いビジョンを見たりといった体験がまず起きる。美しい感覚を伴う体験だが、グロフによれば、これは無意識の中に突入する際に起こる神経的反応に過ぎない。

#### 第2段階：自伝的(フロイト的)無意識の領域
次に被験者は、日常的に抑圧されてきたと思われる個人的な無意識を体験する。幼児期への退行現象やトラウマの再体験などが強い感情を伴って起きる。既存の心理療法的アプローチが注目してきた領域である。

#### 第3段階：BPM (基本的出生前後のマトリックス)
ここで被験者は「出生時の記憶」と思われる領域を再体験する。体験は次第に個人的な領域を超えていき、人類史における集合意識をなぞる場合もあり、ユングの心理学(分析心理学)における「元型」との出会いや、東洋の文献で見られる悪魔的存在との邂逅などが見られる。グロフの理論でも最も重きを置かれる領域である。グロフはBPM領域を以下の4つに分類した。

##### BPM1
胎児が子宮に回帰し、一体化を果たしていると思われる体験領域である。
そこでは安全な子宮に包まれているという安心感が得られ、同時に「大洋的エクスタシー」と呼ばれる宇宙的一体感が訪れる。しかし、母親が飲んだ有毒物質に飲み込まれる体験などネガティブな内容も見られる。また被験者は世界中の様々な楽園や天国と言った元型的イメージや豊かな自然のイメージと出会う。深いリラクゼーションが訪れる領域であり、稀に宇宙との神秘的一体感を得られるケースも見られる。

##### BPM2
BPM1を超えた被験者は次に、出口のない狭い場所に閉じ込められた閉塞感を覚える。巨大な螺旋や渦巻、宇宙の暗黒などに飲み込まれ監禁状態に陥る体験が訪れる。圧倒的な苦痛を伴う、地獄とも呼べる体験である。
強制収容所に収容されるユダヤ人や、精神病院に閉じ込められ拷問的な行為を受ける患者の体験、地獄の罪人やプロメテウスといった「永遠の罪」を象徴する元型的な体験や、巨大な竜・クジラなどに飲み込まれる体験もここで見られる。この領域にいる間、被験者は深い孤独にさいなまれ、人生は無意味であるという絶望感に包まれる。

##### BPM3
BPM2を超えると、生と死の間を引き裂かれるような葛藤が被験者に訪れる。サド・マゾ的体験、強烈な性的興奮、悪魔との遭遇、糞便嗜好の体験、元型的な「火」との遭遇、英雄の冒険への参加体験など、BPMの中でも最も広範囲な体験が得られる領域である。
特にティターン的闘争と呼ばれる、自然の荒々しいエネルギーの爆発に巻き込まれる体験が多い。被験者は大きな苦悩とエクスタシーの間をさまよい、その感情が拡大され、魔物と天使の神話的闘争に参加することもある。

##### BPM4
BPM3を超えると、被験者に実際に死と再生の体験が訪れる。まず被験者は恐ろしいまでの破滅感に襲われ、身体的破壊や絶対的呪詛など様々な形で「自我の死」を体験する。
カーリー、シヴァなど様々な破壊神に殺害され、宇宙の奈落に落下する体験などが見られる。しかし、それを超えると即座に体験は超自然的な黄金の光のビジョンなどに変化し、被験者はそこで生まれ変わりや再生を経験する。キリストの死やオシリス神話との一体化、パールヴァティー、聖母マリアとの融合化など元型的な体験も多く訪れる。この領域や後のトランスパーソナル領域の存在により、セッションが終了した後も被験者は存在に対する全肯定的感情を保ち続けることができる。

#### 第4段階：トランスパーソナル領域
BPM領域の再誕生体験を抜けると、時空間に囚われない個人的体験を超えたトランスパーソナル(超個)体験が訪れる。美しい色の光のビジョンなどと出会う神秘的合一のエクスタシー体験である。
具体的には輪廻転生における未来世、前世の経験、テレパシーや透視などの超常現象を伴う体験、生命の進化をたどり生命の原点に行きつく体験、植物や鉱物・動物との一体化、民族の集合意識との一体化、元型などの宇宙的知性との出会い、惑星の生成体験、宇宙意識との一体化、全人類の包括的意識との一体化、全物質宇宙における被造物全体との一体化、地球との一体化の体験などが起こる。それらを超えると、究極的な「光」との合一、宇宙全体を超えた「絶対」との一体化体験が訪れる。

### サイケデリック体験の解釈
LSDから得られた膨大なデータの中で、グロフは特にBPMの領域に注目した。グロフによれば、BPM領域の体験は「胎児が子宮から産道を経て、出生に至るまでのプロセス」によるものであり、この子宮を選択してから誕生するまでの間の感情の流れが、その後の人格形成の中核になる要因であると考えた。具体的な解釈は以下のようになる。
- BPM1

出産が始まる前の、胎児が快適に子宮にいる状態に対応した体験。母親に完全に身をゆだねており、安心感に浸っている状態。
- BPM2

子宮の収縮が始まる初期の状態に対応したもの。胎児が四方から締め付けられ、出口なしの閉塞状態に陥る体験。
- BPM3

胎児が狭い産道の中に押し込められ、窒息に苦しみながらも、再生のために産道を通過しようとしている状態。強制的に外に連れ出されるトラウマ的な体験。
- BPM4

出産が完了し、新しく生まれた自由と開放を感じる段階。へその緒が切られ、母親との肉体的分離が完了する。

#### グロフの解釈への批判
こうしたグロフの「解釈」については批判もある。宗教学者であるヒューストン・スミス（en:Huston Smith）は、「出産時の体験」という生物学的歴史に還元され得ない体験が、BPM領域には多く混在していることを指摘している。こうした体験も過小評価せず解釈する必要があるため、グロフのサイケデリック体験は再解釈される必要があるとした。
ヒューストン・スミスによると、LSD体験は身体→心→魂→霊のプロセスを辿り、個人的無意識を抜ける苦しみから、個を超えた歓喜のトランスパーソナルな体験へと移っていくプロセス体験である。こうした解釈で、LSD体験に個人的体験と集合的体験が混在する現象を説明しようと試みた。

### ホロトロピック・ブリージング
ホロトロピック・ブリージングとは、深く速い呼吸法に、情動喚起的な音楽、ボディーワークを組み合わせて、参加者を変性意識体験（とくに超個的な体験）に導くセラピーである。ホロトロピック・ブリージングでは、LSDによるサイケデリック・セラピーとほぼ同様の効果が得られるとされる。

## スタニスラフ・グロフの神秘体験
スタニスラフ・グロフ自身もLSDを用い神秘体験を得ている。1956年に起きたその体験は以下のように描写されている。
```
「この実験の間、私は、原子の爆発の中核をなす光に例えられるような、あるいは、東洋の経典に述べられている死の瞬間にあらわれる超自然的な光に例えられるような光輝に打たれた。この電光は私を身体から放り出した。私は研究助手や研究所のこと、そしてプラハでの学生生活のこと、そうしたことの意識を一切失った。私の意識は爆発し、宇宙的次元に広がったかのようだった」
```

```
「自分が経験しているものが、世界中の偉大な神秘的経典で読んだことのある「宇宙意識」の体験に極めて近いことを心の中で確信した。精神医学の手引書では、そのような状態は深刻な病理の兆候と定義されていた。体験の真只中で、それが薬物によって引き起こされた精神異常の結果ではなく、日常的なリアリティを超えた世界を垣間見ている結果だということを知った」
```

## 著作
- 『脳を超えて』 春秋社（主著）
- 『深層からの回帰 - 意識のトランスパーソナル・パラダイム』 青土社
- 『ホロトロピック・セラピー (自己発見の冒険)』 春秋社
- 『魂の危機を超えて - 自己発見と癒しの道』 春秋社
- 『スピリチュアル・エマージェンシー―心の病と魂の成長について』 (共著)春秋社